# Братська могила «Скорботна мати» (Кривий Ріг)
Братська могила «Скорботна мати» знаходиться у Металургійному районі Кривого Рогу на території Коксохімічного кладовища, з трьох боків оточена цивільними захороненнями. Має під'їзд з боку Нікопольського шосе.
Перший пам'ятник був виготовлений майстрами Харківського художньо-виробничого комбінату (масове лиття). Автор оновленого пам'ятника «Воїн та скорботна мати» — скульптор Олександр Васильович Васякін.

## Передісторія
У братській могилі поховані військовослужбовці частин та з’єднань 46-ї армії Третього Українського фронту, що загинули при визволенні міста в лютому 1944 р.

## Скульптурна композиція
20 лютого 1946 р. відбулося відкриття пам'ятника-обеліска на постаменті. На момент відкриття було відомо 34 прізвища похованих бійців.
Перший пам'ятник «Воїн з прапором та скорботна мати з вінком» встановлено в травні 1967 р., виробник — Харківський художньо-виробничий комбінат (масове лиття). Скульптурна група виготовлена з залізобетону, постамент цегляний, облицьований кахельними плитками, надгробок бетонний з мармурової плитою, огорожа у вигляді тумб, які з'єднані якірним ланцюгом, ділянка викладена бетонними плитами. Увічнені імена 78 воїнів – бійців та командирів 20-ї і 48-ї гвардійських Криворізьких стрілецьких дивізій.
Після розпаду СРСР пам'ятник на братській могилі був занедбаний. Криворізький скульптор Олександр Васильович Васякін виготовив нову модель пам'ятника – скульптурну композицію «Воїн та скорботна мати», проект якої був затверджена міською владою.
Відкриття оновленої пам'ятки відбулось 07.05.2010 р. Кількість увічнених воїнів на меморіальній плиті з лабрадориту збільшилась до 86 осіб. Огорожа відсутня, постамент з гранітної брили, додатковий декоративний елемент — стінки з рожевого граніту по обидва боки від пам'ятника, надгробок — гранітний блок, ділянка викладена тротуарною плиткою.
Скульптурна композиція «Воїн та скорботна мати» (загальна висота 2,5 м) призначена для колового огляду, виготовлена з залізобетону. Воїн зображений у повний зріст із схиленою головою, на плечах — плащ-намет, у лівій руці — захисний шолом, права покладена на плече жінки. З правого боку від воїна видається наперед фігура жінки, що уособлює образ скорботної матері. Голова вкрита хустиною, погляд спрямований вдалечінь, ліва рука притиснута до грудей, права розміщена вздовж тіла.